# Zgoda (Braniewo)
Zgoda, bis 1945 deutsch Gerlachsdorf, ist eine Ortschaft mit rund 175 Einwohnern in der Gmina Braniewo in der Woiwodschaft Ermland-Masuren in Polen.

## Geographische Lage
Der kleine Ort liegt etwa 6 km nördlich der Stadt Braniewo (ehemals deutsch Braunsberg), rund 1 km südlich der heutigen Grenze zur russischen Oblast Kaliningrad. Zum Frischen Haff im Westen sind es rund 3 km Luftlinie.
Das Dorf ging aus dem einstigen Gutsbezirk Gerlachsdorf im ostpreußischen Kirchspiel Grunau und Kreis Heiligenbeil hervor. Das Gut Gerlachsdorf wurde erstmals im Jahr 1400 urkundlich erwähnt. Seine Besitzer wechselten im Laufe der Jahrhunderte recht häufig. Im Jahre 1910 wohnten dort insgesamt 65 Menschen.
Am 30. September 1928 wurden die beiden Gutsbezirke Gerlachsdorf und Rossen im Zuge der Auflösung der Gutsbezirke in Preußen zur neuen Landgemeinde Rossen zusammengelegt.
Die Gebäude des Gutes wurden nach dem Zweiten Weltkrieg abgebrochen, aber das Gutsgelände wurde wieder besiedelt und bebaut.